# منتخب كولومبيا لدوري الرغبي
منتخب كولومبيا لدوري الرغبي (بالإسبانية: Selección de rugby league de Colombia)‏ هو ممثل كولومبيا الرسمي في المنافسات الدولية في دوري الرغبي .